# Antonio Sánchez de Bustamante y Sirvén

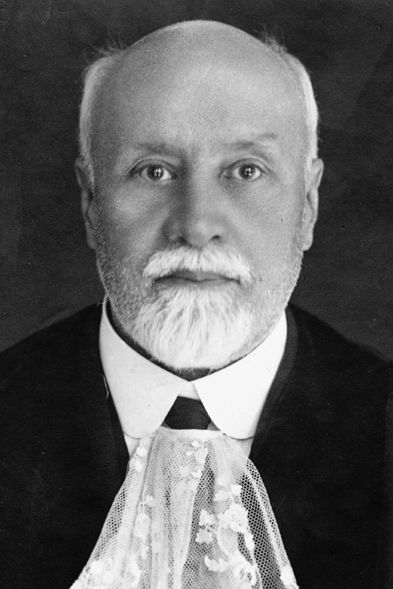
Antonio Sánchez de Bustamante y Sirvén, ca. 1922

Antonio Sánchez de Bustamante y Sirvén (* 13. April 1865 in Havanna; † 24. August 1951 ebenda) war ein kubanischer Rechtswissenschaftler. Er vertrat sein Heimatland beim Völkerbund sowie bei internationalen Konferenzen wie der Zweiten Haager Friedenskonferenz und war ab 1921 Richter am Ständigen Internationalen Gerichtshof, dem er bis zu dessen Auflösung nach dem Ende des Zweiten Weltkrieges angehörte.

## Leben
Bustamante kam 1865 in Havanna als Sohn des spanischen Senators und Dekans der Medizinischen Fakultät der Universität Havanna, Manuel Sánchez de Bustamante, zur Welt. Er besuchte das Colegio de Belén in Havanna und spezialisierte sich nach einem rechtswissenschaftlichen Studium an den Universitäten in Havanna und Madrid in den Bereichen Völkerrecht und Internationales Privatrecht, zu denen er mehrere Studien publizierte. Sein erstes umfangreicheres Werk veröffentlichte er 1896 unter dem Titel „Tratado de Derecho Internacional Privado“. Im Alter von 26 Jahren wurde Bustamante zum Professor für Rechtswissenschaften an der Universität Havanna ernannt, an deren Rechtswissenschaftlicher Fakultät er zeitweilig Dekan, später Ehrendekan, war. Zudem profilierte er sich als Rechtsanwalt in der kubanischen Rechtsanwaltskammer und wurde nach der Unabhängigkeit Kubas im Jahr 1902 in den kubanischen Senat gewählt, dem er bis 1918 angehörte.
Bustamante vertrat Kuba beim Völkerbund, 1907 bei der Zweiten Haager Friedenskonferenz, bei der Pariser Friedenskonferenz 1919, sowie bei zahlreichen weiteren internationalen Konferenzen. 1908 wurde er zum Mitglied des Ständigen Schiedshofs in Den Haag ernannt und 1921 zum Richter am Ständigen Internationalen Gerichtshof. Er war neben dem Italiener Dionisio Anzilotti und dem Spanier Rafael Altamira y Crevea einer von drei Richtern, die dem Gericht bis zu dessen Auflösung im April 1946 angehörten. Er gründete darüber hinaus die Kubanische Akademie für Kunst und Literatur, deren Präsident er zeitweise war, war Gründungsmitglied des Amerikanischen Instituts für Internationales Recht und rief die Fachzeitschrift „Revista de Derecho Internacional“ ins Leben, die er in Havanna herausgab. Zudem fungierte er als Präsident der Kubanischen Gesellschaft für Internationales Recht, der Internationalen Akademie für Rechtsvergleichung und hielt zahlreiche Gastvorlesungen, unter anderem an der Haager Akademie für Völkerrecht. Er starb 1951 in seiner Heimatstadt.

## Wirken
Als wichtigstes Werk von Antonio Sánchez de Bustamante y Sirvén gilt der Código de Derecho Internacional Privado. Im Jahre 1924 berief das Amerikanische Institut für Internationales Recht eine vierköpfige Expertengruppe, um ein Gesetzbuch für das Internationale Privatrecht zu entwerfen. Bustamante erwies sich als der führende Kopf in diesem Kreis und publizierte 1925 seinen Entwurf für einen Código de Derecho Internacional Privado. 1928 wurde der Vorschlag der Sechsten Internationalen Konferenz Amerikanischer Staaten in Havanna vorgelegt und am 13. Februar unter dem Namen Código Bustamante verabschiedet.
Seither haben fünfzehn lateinamerikanische Staaten den Kodex ratifiziert, davon neun mit Vorbehalten im Hinblick auf einzelne Bestimmungen. Der Código Bustamante gilt als Meilenstein des lateinamerikanischen Internationalen Privatrechts. Er ist der Versuch einer umfassenden internationalen Regelung des internationalen Privat- und Verfahrensrechts und prägte in erheblichem Maße die wissenschaftliche Diskussion. Kritiker beurteilen den Código Bustamante jedoch als zu theoretisch und ohne Einfluss auf die Praxis.

## Auszeichnungen
Antonio Sánchez de Bustamante y Sirvén war Ehrendoktor der Columbia University und der Universidad Nacional Mayor de San Marcos in Lima. Er gehörte außerdem ab 1895 dem Institut de Droit international an und war ab 1929 Ehrenmitglied der Amerikanischen Gesellschaft für internationales Recht.

## Werke (Auswahl)
- La segunda conferencia de la Paz : reunida en El Haya en 1907. V. Suárez, Madrid 1908.
- La autarquia personal: estudio de derecho internacional privado. Havanna 1914.
- Proyecto de codigo de derecho internacional privado. El Siglo, Havanna 1925.
- El Tribunal permanente de justicia internacional. Ed. Reus, Madrid 1925.
- La nacionalidad y el domicilio: estudio de derecho internacional privado. El Siglo, Havanna 1927.
- El Mar Territorial. 1930.
- Derecho Internacional Privado. 3 Bände, Havanna 1931–1939.
- Derecho Internacional Público. 5 Bände, Havanna 1931–1939.
- Derecho internacional aéreo: conferencias en la Academía Interamericana de Derecho Comparado e Internacional; durante su reunion de 1945. Havanna 1945.